# Therikles (Töpfer)
Therikles (altgriechisch Θηρικλῆς) war ein griechischer Töpfer aus Korinth, der um 400 v. Chr. in Athen tätig war.
Therikles ist nur literarisch belegt, von ihm geschaffene Werke sind nicht erhalten. Am ausführlichsten wird er bei Athenaios behandelt, dem zufolge Therikles ein Zeitgenosse des Aristophanes (ca. 455–385 v. Chr.) gewesen sein soll. Er soll schwarzglänzende Kylikes mit kurzen Henkeln und tiefen Bäuchen geschaffen haben, die am oberen Rand mit Efeuranken geschmückt waren. Die Gefäßform wurde von anderen Künstlern in verschiedenen Materialien wie Holz, Messing, Silber, Gold oder Glas nachgeahmt, und noch Jahrhunderte später nach ihm Therikleia genannt. 